# Embassament de Tibi

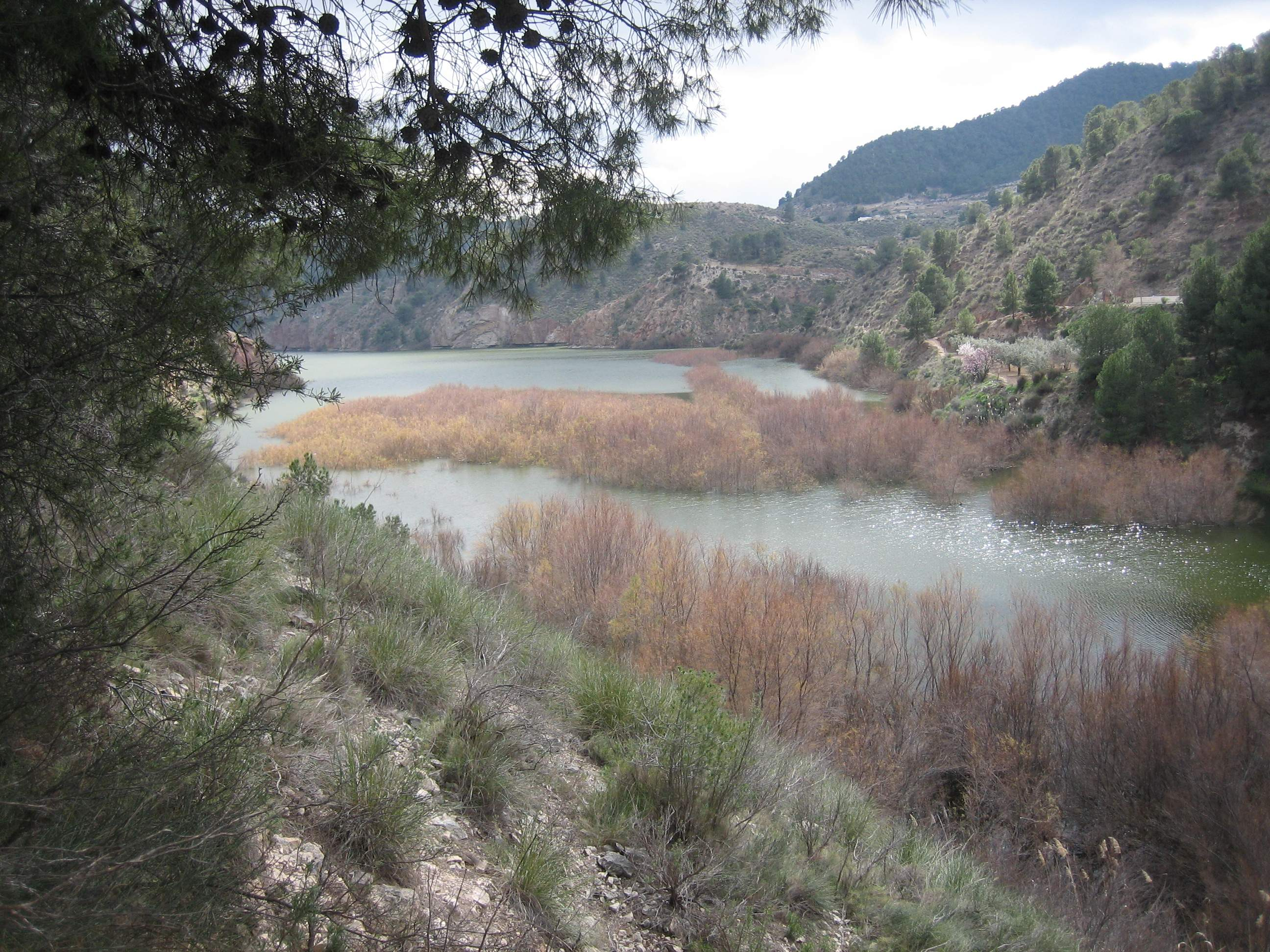
Cua de l'embassament de Tibi

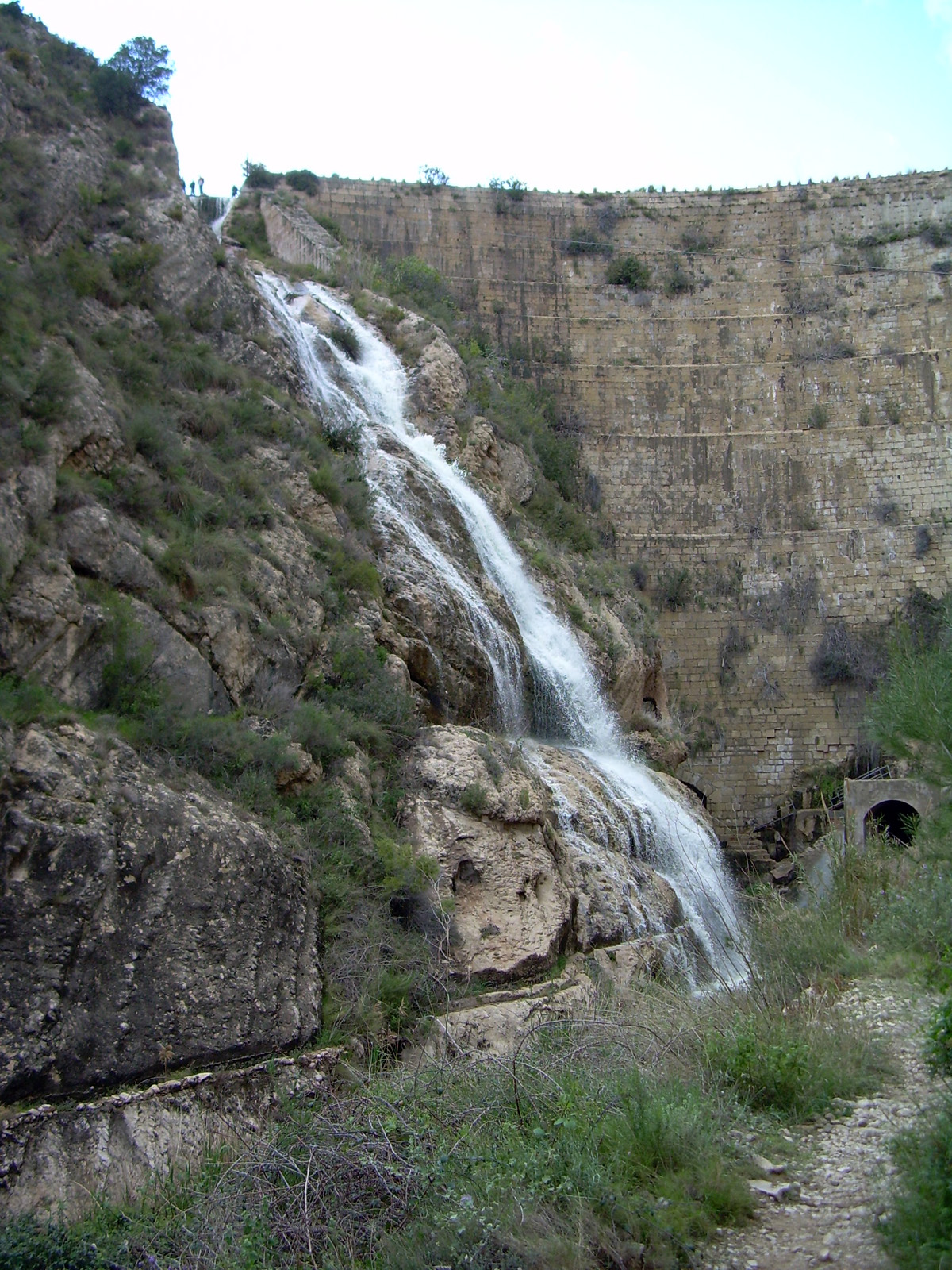
Aproximació a la presa

L'embassament de Tibi se situa al municipi del mateix nom, en l'Alacantí. És un dels més antics d'Europa i va ser construït a la fi del segle xvi per ordre de Felip II en la llera del riu Verd o Monnegre.
Encara que va sofrir un important trencament en 1697, va entrar de nou en servei en 1738. Ha estat declarat Bé d'Interès Cultural amb la categoria de Monument per la Direcció general de Patrimoni Cultural del País Valencià.
Se situa sobre una superfície de 50 hectàrees i té una capacitat màxima de 2 hm³. És una presa de gravetat amb una altura de 46 m i una longitud en coronació de 65 m. Pertany al Sindicat de Regs de l'Horta d'Alacant, que té la seu en la localitat de Mutxamel, la qual el gestiona per a regar pel canal de l'Horta. Administrativament està inclòs en la Confederació Hidrogràfica del Xúquer.